# 64 км
64 км — разъезд (тип населённого пункта) в Топкинском районе Кемеровской области. Входит в состав Шишинского сельского поселения.

## География
Центральная часть населённого пункта расположена на высоте 271 метров над уровнем моря.

## История
Населённый пункт появился при строительстве железной дороги. В селении жили семьи тех, кто обслуживал железнодорожную инфраструктуру разъезда. 

## Население
| 2010 |
| ---- |
| 12   |

По данным Всероссийской переписи населения 2010 года, в разъезде 64 км проживает 12 человек (7 мужчин, 5 женщин).

## Инфраструктура
Путевое хозяйство Западно-Сибирской железной дороги. Действует железнодорожная платформа 64 км. Садоводческие товарищества.

## Транспорт
Доступен автомобильным и железнодорожным транспортом.
Просёлочные дороги. В пешей доступности автодорога 32К-285.